# Gunnar Sætren

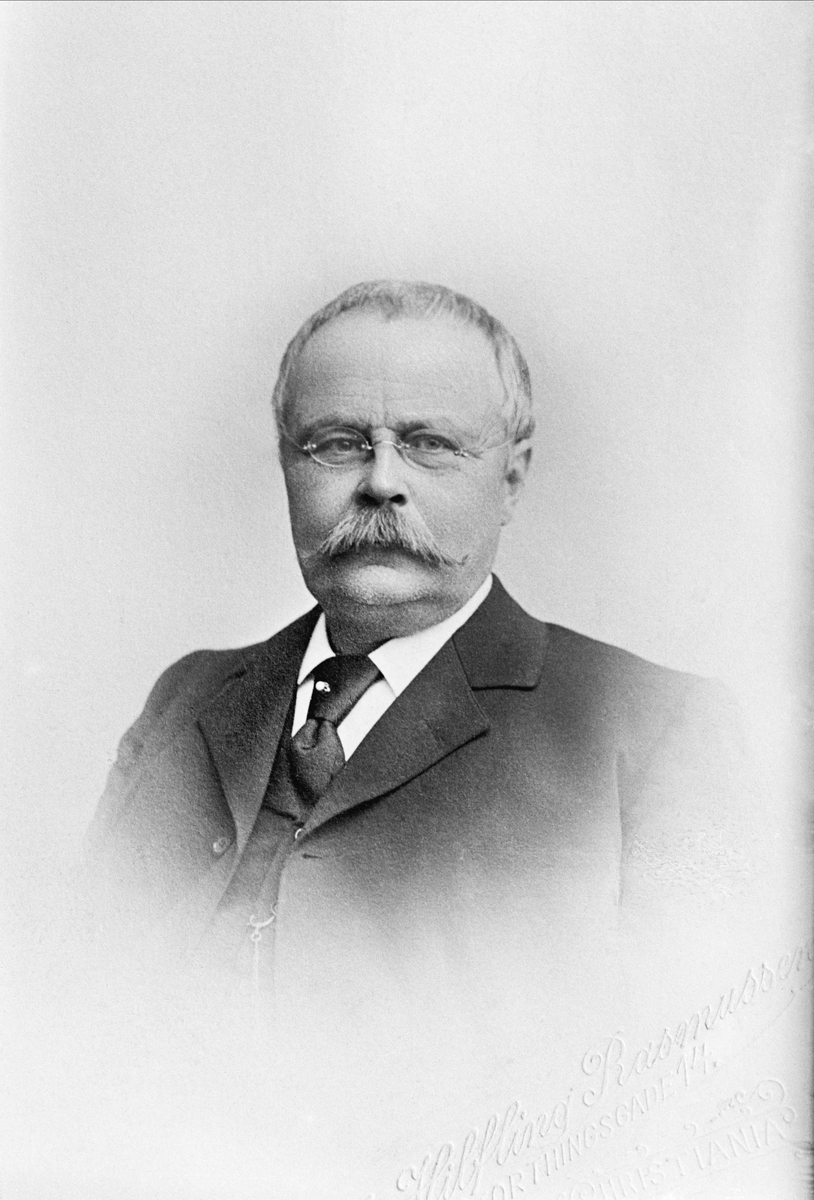
Gunnar Sætren

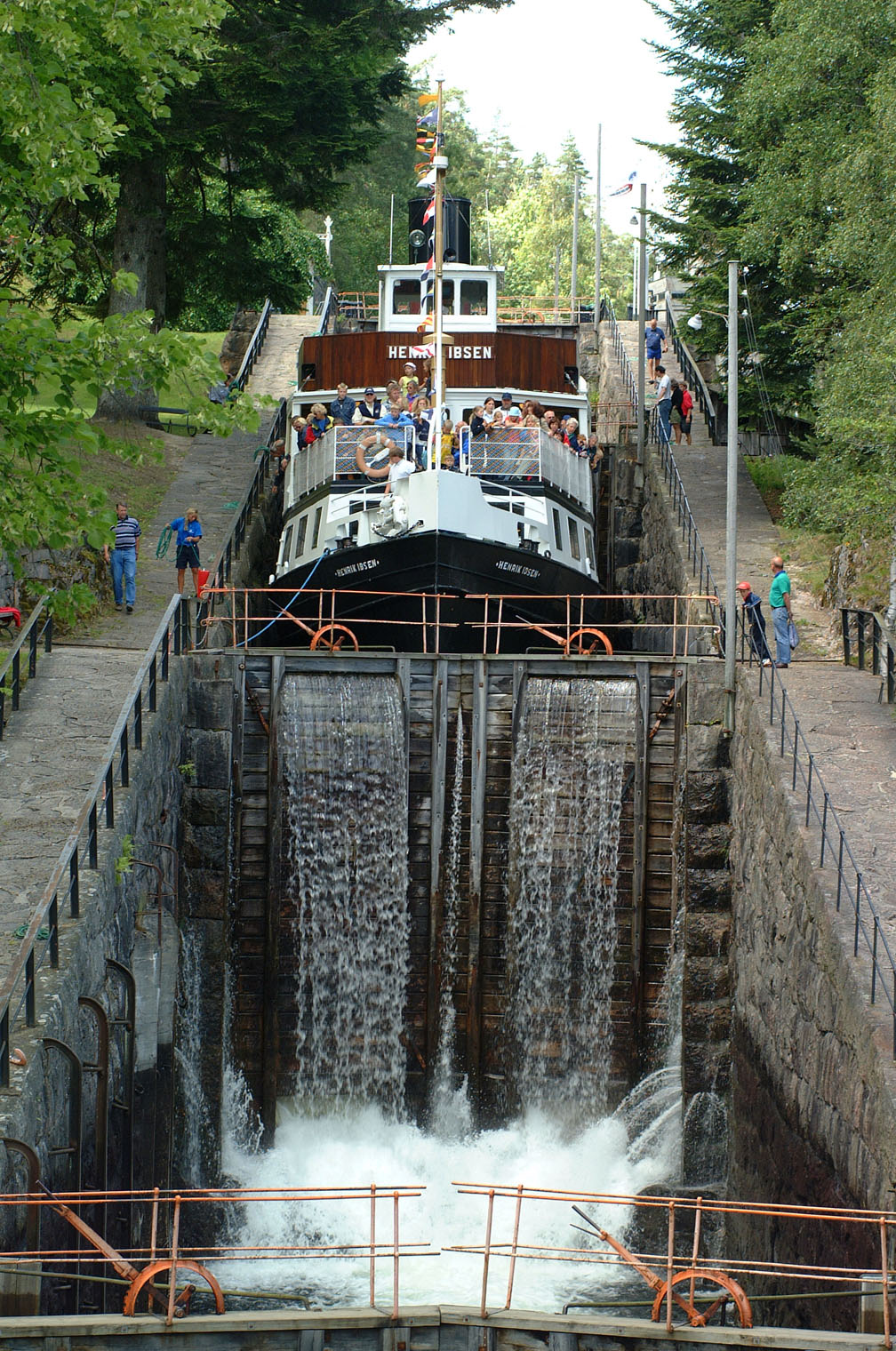
Sluss vid Bandak-Norsjøkanalen

Gunnar Sætren, född 7 september 1843 i Elverum, död 10 november 1928 i Aker, var en norsk ingenjör.
Sætren genomgick Polytechnikum i Zürich (1865), blev 1887 arbetsledare vid anläggningen av Bandak-Norsjøkanalen och var 1891–1907 kanaldirektör samt var därefter verksam som privat hydrotekniker i Kristiania. Han framlade 1913 en storartad plan till kanal från Eidsvoll till Øieren och därifrån till Kristiania. Han utgav även hydrotekniska kartor över Norges älvar och vattenfall. Åren 1883–86 redigerade han "Norsk Teknisk Tidsskrift".